# Congregación de Santo Domingo
Congregación de Santo Domingo är en ort i Mexiko.   Den ligger i kommunen Santo Domingo och delstaten San Luis Potosí, i den centrala delen av landet, 500 km nordväst om huvudstaden Mexico City. Congregación de Santo Domingo ligger 1 974 meter över havet och antalet invånare är 194.
Terrängen runt Congregación de Santo Domingo är huvudsakligen en högslätt. Congregación de Santo Domingo ligger nere i en dal. Runt Congregación de Santo Domingo är det mycket glesbefolkat, med 2 invånare per kvadratkilometer. Det finns inga andra samhällen i närheten. Omgivningarna runt Congregación de Santo Domingo är i huvudsak ett öppet busklandskap.